# Rothschildia bogotana
Rothschildia bogotana är en fjärilsart som beskrevs av Rothschild 1907. Rothschildia bogotana ingår i släktet Rothschildia och familjen påfågelsspinnare. Inga underarter finns listade.